# Alvarenga & Ranchinho
Alvarenga & Ranchinho foi uma popular dupla sertaneja brasileira, formada em 1929 por Murilo Alvarenga (Itaúna, 22 de maio de 1912 — 18 de janeiro de 1978) e Diésis dos Anjos Gaia (Jacareí, 23 de maio de 1912 — 6 de julho de 1991).

## Biografia
A dupla sertaneja começou a carreira em apresentações em circos no interior de São Paulo no final da década de 1920. Em 1934, eles foram contratados pelo maestro Breno Rossi para cantar na Rádio São Paulo e, dois anos depois, mudaram-se para o Rio de Janeiro, onde gravaram o primeiro compacto, em 1936, com a música "Itália e Abissínia" uma sátira sobre o conflito entre esses países. Trabalharam durante dez anos no Cassino da Urca, onde aprimoraram o talento para a sátira política, uma das principais características do duo Alvarenga e Ranchinho. Por causa das sátiras, participaram de dezenas de campanhas eleitorais e também acabaram presos diversas vezes. A dupla participou do primeiro filme falado feito em São Paulo, Fazendo Fita, em 1935, levada por Ariowaldo Pires, o Capitão Furtado. Fizeram participações em mais de 30 filmes.
Em 1939, Alvarenga e Ranchinho fizeram uma turnê pelo Rio Grande do Sul. Nesse mesmo ano, passaram a se apresentar na Rádio Mayrink Veiga, onde receberam o título de "Os Milionários do Riso", graças aos cada vez mais bem sucedidos esquetes cômicos. 
A dupla original se desfez em 1965, quando Diésis do Anjos Gaia abandonou em definitivo a dupla. Sendo substituído por Delamare de Abreu e depois por Homero de Souza Campos (Campos Gerais, 1930 — Guarulhos, 31 de julho de 1997). Na década de 1970, se apresentaram principalmente em cidades do interior. Em 1973, a gravadora RCA lançou "Os Milionários do Riso", um LP ao vivo. Com falecimento de Alvarenga encerrou-se a dupla.
São os autores da canção Êh... São Paulo.

## Informações adicionais
É preciso lembrar que o Alvarenga foi apenas um e que, no entanto, por força das circunstâncias, acabou fazendo dupla com "3 Ranchinhos".
O "primeiro Ranchinho", portanto, foi Diésis dos Anjos Gaia, que cantou com Alvarenga de 1933 a 1938, retornando no ano seguinte e que, após outros sumiços, abandonou a dupla em 1965.
O "segundo Ranchinho" foi Delamare de Abreu (nascido em São Paulo-SP no dia 28 de outubro de 1920), irmão de Murilo Alvarenga por parte de mãe, e que fez dupla com ele por dois meses na década de 50. Delamare mais tarde deixou o palco e passou a ser Pastor Protestante.
E o "terceiro Ranchinho", que foi quem ficou mais tempo ao lado de Murilo, foi Homero de Souza Campos (1930-1997), conhecido também como Ranchinho da Viola e como "Ranchinho II" (apesar de ter sido o "terceiro"). Homero cantou com Murilo Alvarenga de 1965 até o seu falecimento em 1978.
O Ranchinho da Viola foi o mesmo Homero que também integrou o Trio Mineiro, juntamente com Bolinha e Cosmorama e que chegou a gravar 12 discos de 78 RPM. E, com Alvarenga, Homero gravou 15 discos, entre 78 RPM e LPs.

## Discografia[8]
- (1936) Circuito da Gávea/Liga dos bichos • Victor • 78
- (1936) Itália e Abissínia/Liga das nações • Odeon • 78
- (1936) Lição de geografia/A moda do beijo • Odeon • 78
- (1936) Repartindo um boi/A baixa do café • Odeon • 78
- (1936) Você não é o meu tipo/Você não era assim • Odeon • 78
- (1937) Balão/Roda na fogueira • Odeon • 78
- (1937) Boi amarelinho/Moda dos meses • Victor • 78
- (1937) Caboclo viajado/Adoração • Odeon • 78
- (1937) Calango/Rancho abandonado • Odeon • 78
- (1937) Devo e não nego • Victor • 78
- (1937) Italianinha/Violeiro triste • Victor • 78
- (1937) Moda do solteirão./Desafio • Odeon • 78
- (1937) Papagaiada/Seu Macário • Odeon • 78
- (1937) Semana de caboclo/A mulher e o telefone • Victor • 78
- (1937) Seu condutor/Sereia • Odeon • 78
- (1937) Vida de um condenado/Chalé furtado • Victor • 78
- (1938) Bombeiro/Oh! Bela! • Odeon • 78
- (1938) Loja americana/Tudo em "p" • Odeon • 78
- (1938) Mandamentos de caboclo/Carnaval carioca • Odeon • 78
- (1938) Moda da moeda/Moda da carta • Odeon • 78
- (1938) Numa noite de luar/Paquetá • Odeon • 78
- (1938) Que horas são?/Linda Veneza • Odeon • 78
- (1939) A mulher e o rádio/Casamento de Miquelina • Odeon • 78
- (1939) É de colher/Quando a saudade vem • Odeon • 78
- (1939) Moda de guerra/Alegria do carreiro • Odeon • 78
- (1939) Morena, minha morena/Despertar de minha vida • Odeon • 78
- (1939) Musga estrangeira/Nois no Rio • Odeon • 78
- (1939) O divórcio vem aí/Nois e Buenos Aires • Odeon • 78
- (1939) O mundo é das muié/Superstição • Odeon • 78
- (1939) Os presidentes/Chapéu de paia • Odeon • 78
- (1939) Psicologia dos nomes/Caboclo triste • Odeon • 78
- (1939) Quem quer meu papagaio?/Ferdinando • Odeon • 78
- (1939) Saudades de Ouro Preto/Adeus paioça • Odeon • 78
- (1940) Bala-lá-i-cá/Dinheiro novo • Odeon • 78
- (1940) Brasileiro apaixonado/Leonor • Odeon • 78
- (1940) Cai fora pato/Intão, inté • Odeon • 78
- (1940) Carta da namorada/Tenderê • Odeon • 78
- (1940) Desafio de São João/Tempinho bão • Odeon • 78
- (1940) Lá vem o trem/Marcha dos bairros • Odeon • 78
- (1940) Minas Gerais/Dona felicidade • Odeon • 78
- (1940) Moda dos ispique/Lencinho paulista • Odeon • 78
- (1940) Não posso deixar de te amar, oh Guiomar/Arta do algodão • Odeon • 78
- (1940) Quem inventô o trabaio/A muié e o cinema • Odeon • 78
- (1940) Romance de uma caveira/Muié para cada um • Odeon • 78
- (1940) Seresta/Gaúcho de lei • Odeon • 78
- (1940) Sindicato das galinhas/Moda dos poetas • Odeon • 78
- (1940) Suzana/Melhorou muito • Odeon • 78
- (1941) Bandeira do Brasil/A mulher e a carta • Odeon • 78
- (1941) Moda dos cantores/Minha toada • Odeon • 78
- (1941) Ó minha mãe/Pode sê ou tá difício? • Odeon • 78
- (1941) Ó que coisa horrível/Caveira • Odeon • 78
- (1941) Solta busca-pé/A fogueira tá queimando • Odeon • 78
- (1941) Tragédia de uma careca/Pega o pitp • Odeon • 78
- (1973) Os milionários do riso • RCA • LP
- (1977) Alvarenga e Ranchinho • EMI/Odeon • LP
- (1997) Os milionários do riso • BMG • CD
- (1999) Alvarenga e Ranchinho • EMI • CD

## Lista das músicas[9]
- A arte de namorá
- A canção do condutor (Alvarenga e Felisberto Martins)
- A filha do motorneiro
- A inca do Peru
- A marchinha do Pelé
- A moda da guerra
- A muié e a carne
- A mulé e o relógio
- A mulher e os Estados
- A noite de Natal (Newton Teixeira e Alvarenga)
- Abaixa o chope (Alvarenga e Grande Otelo)
- ABC do violeiro
- Ademar rendeiro (Alvarenga)
- Adivinhão
- Ai que rico (Alvarenga e Chiquinho Sales)
- Amor gramaticar
- Anedota de Bocage
- Aquela flor
- Araguari (Alvarenga e Zequinha Torres)
- As mulheres e os escritores
- As três festas
- Audácia do Bofel (c/ Geraldo Serafim)
- Baião de Ingá
- Bandeira paulista
- Bebê
- Bota a cana para moê
- Briga de velhos
- Brinco, brinco
- Cabocla minha cabocla (Alvarenga)
- Cabocla satisfeita (Alvarenga)
- Caboclo forgazão
- Canção do pescador
- Canta sabiá
- Casa destelhada
- Casa minha gente
- Casamenteiro
- Casinha de paia
- Cavalinho de estimação
- Cheiro bom
- Chora morena (Rui M. de Carvalho e Alvarenga)
- Com mulher quero sossego
- Como vai o velho
- Conferência sobre o casamento
- Conversa das coisas
- Coquetel de anúncios (Alvarenga e Paulo Queiroz)
- Cordão japonês
- Corrida dos bichos
- Cumpadre como é que tá tú
- Dança do chegadinho
- Desafio de pergunta (Alvarenga e Chiquinho Sales)
- Desafio de valente
- Dói, dói (Alvarenga)
- Dona feia
- É...São Paulo
- Essa porca é minha (Alvarenga e Chiquinho Sales)
- Eu sou casado em casa (c/ Cadete)
- Fado da loucura
- Fazenda da saudade
- Festa de aniversário
- Festa de São João
- Fla-Flu
- Fogo no canaviar
- Garrote Aimoré (Alvarenga e Ariovaldo Pires)
- Glu glu glu (Alvarenga e Xerém)
- Guaratinguetá
- História de um palhaço (Alvarenga)
- Homem pesado (Alvarenga e Chiquinho Sales)
- Inauguração de bonde
- Isabel
- Jangadeiro
- Japonezinha
- Joá (c/ Geraldo Serafim)
- Jogo da douradinha
- Lá na minha terra
- Liga dos bichos (c/ Ariovaldo Pires)
- Malvada minha (c/ Laurindo de Almeida)
- Manolita
- Maria das Dores
- Mariazinha (Alvarenga)
- Maricota
- Marvina
- Massaranduva
- Mau-olhado
- Maus caminhos (c/ Geraldo Serafim)
- Meu boi morreu (Alvarenga e Grande Othelo)
- Meu macho tordio
- Meu perdigueiro
- Meu presente
- Mexicana
- Mister Eco (Bill Putman e Alvarenga)
- Moda do amor
- Moda do casamento (Alvarenga e Chiquinho Sales)
- Moda dos dotô (Alvarenga e Chiquinho Sales)
- Moda dos livros
- Moda dos objetos (c/ Chiquinho Sales)
- Moda dos papos
- Moda dos provérbios
- Moda dos ventos
- Morena dengosa
- Muié que eu queria
- Namoração
- Não me conte
- O baião encheu
- O drama de Angélica
- O mundo daqui a cem anos
- Oh boy, Oh boy
- Olha a cara dele (c/ Zamba)
- Olha a chuva (Peterpan e Alvarenga)
- Palhaço (c/ Geraldo Serafim)
- Parque Santa Terezinha (Alvarenga)
- Passarinho voou
- Peão apaixonado
- Piu...piu (c/ Zózimo Ferreira)
- Para se amá uma muié
- Profecia caipira
- Pulquinha da vovó (Alvarenga)
- Quem será o homem (Alvarenga e Chiquinho Sales)
- Rato guloso
- Rimando nome
- Ritinha da Conceição
- Romance de uma Caveira
- Saia comprida (Alvarenga)
- Salada política
- Sapateia
- Sempre no meu coração
- Serenata trágica
- Seu dotor
- Sol de minha vida
- Sonhador
- Suspira meu coração
- Tá ...tá...tá
- Tem macuco no imborná (B. Guedes e Alvarenga)
- Tempo de eleição
- Tenório (Alvarenga)
- Torpedeamento
- Três a zero (Alvarenga e Paulo Barbosa)
- Triste São João (Alvarenga)
- Tudo tá subindo
- Uma noite na Urca
- Valsa das flores
- Valsa das palmas
- Valsa do assobio
- Valsa dos caufatons
- Vamos arrastá o pé (Alvarenga e Chiquinho Sales)
- Vamos dançar moçada (Zequinha de Abreu e Alvarenga)
- Viagem de trem (Alvarenga e Zequinha Torres)
- Vila de manda saia
- Vila esperança
- Viola de pinho
- Você enche
- Volta (com Geraldo Serafim)
- Vou comprar uma casinha